# Calificările pentru Campionatul Mondial de Fotbal 2018 (CAF) – runda a doua
A doua rundă a meciurilor CAF din Calificările pentru Campionatul Mondial FIFA 2018 s-a desfășurat între 9 și 17 noiembrie 2015.

## Format
Un total de 40 de echipe (echipele de pe locurile 1–27 și cele 13 echipe câștigătoare în prima rundă) au jucat tur și retur (acasă și în deplasare). Cele 20 echipe câștigătoare au avansat în a treia rundă.
| Bol 1 | Prima rundă Învigătorii |
| --- | --- |
| 1. Algeria (19) 2. Coasta de Fildeș (21) 3. Ghana (25) 4. Tunisia (32) 5. Senegal (39) 6. Camerun (42) 7. Congo (47) 8. Capul Verde (52) 9. Egipt (55) 10. Nigeria (57) 11. Guineea (58) 12. RD Congo (60) 13. Mali (61) | 1. Niger (96) 2. Etiopia (101) 3. Namibia (114) 4. Kenya (116) 5. Botswana (120) 6. Madagascar (122) 7. Mauritania (128) 8. Burundi (131) 9. Eswatini (138) 10. Tanzania (139) 11. Liberia (161) 12. Ciad (173) 13. Comore (187) |
| Bol 2 | Bol 3 |
| 1. Guineea Ecuatorială (63) 2. Gabon (65) 3. Africa de Sud (70) 4. Zambia (71) 5. Burkina Faso (72) 6. Uganda (73) 7. Rwanda (78)                                                                                        | 1. Togo (83) 2. Maroc (84) 3. Sudan (90) 4. Angola (92) 5. Mozambic (95) 6. Benin (96) 7. Libia (96) |

## Matches
| Echipa #1  | Total          | Echipa #2           | Tur | Retur |
| ---------- | -------------- | ------------------- | --- | --- |
| Niger      | 0–3            | Camerun             | 0–3 | 0–0 |
| Mauritania | 2–4            | Tunisia             | 1–2 | 1–2 |
| Namibia    | 0–3            | Guineea             | 0–1 | 0–2 |
| Etiopia    | 4–6            | Congo               | 3–4 | 1–2 |
| Ciad       | 1–4            | Egipt               | 1–0 | 0–4 |
| Comore     | 0–2            | Ghana               | 0–0 | 0–2 |
| Eswatini   | 0–2            | Nigeria             | 0–0 | 0–2 |
| Botswana   | 2–3            | Mali                | 2–1 | 0–2 |
| Burundi    | 4–5            | RD Congo            | 2–3 | 2–2 |
| Liberia    | 0–4            | Coasta de Fildeș    | 0–1 | 0–3 |
| Madagascar | 2–5            | Senegal             | 2–2 | 0–3 |
| Kenya      | 1–2            | Capul Verde         | 1–0 | 0–2 |
| Tanzania   | 2–9            | Algeria             | 2–2 | 0–7 |
| Sudan      | 0–3            | Zambia              | 0–1 | 0–2 |
| Libia      | 4–1            | Rwanda              | 1–0 | 3–1 |
| Maroc      | 2–1            | Guineea Ecuatorială | 2–0 | 0–1 |
| Mozambic   | 1–1 3–4 d.l.d. | Gabon               | 1–0 | [[Calificările pentru Campionatul Mondial de Fotbal 2018 (CAF) – a doua rundă#Gabon v Mozambique\|0–1 d.p.]] |
| Benin      | 2–3            | Burkina Faso        | 2–1 | 0–2 |
| Togo       | 0–4            | Uganda              | 0–1 | 0–3 |
| Angola     | 1–4            | Africa de Sud       | 1–3 | 0–1 |

| Niger | 0–3                        | Camerun                          |
| ----- | -------------------------- | -------------------------------- |
|       | Report (FIFA) Report (CAF) | Mbia 36' Aboubakar 39' Salli 40' |

| Camerun | 0–0                        | Niger |
| ------- | -------------------------- | ----- |
|         | Report (FIFA) Report (CAF) |       |

 Camerun câștigă la general cu 3–0 și avansează în a treia rundă.
| Mauritania  | 1–2                        | Tunisia                  |
| ----------- | -------------------------- | ------------------------ |
| N'Diaye 22' | Report (FIFA) Report (CAF) | Khazri 62' Chikhaoui 68' |

| Tunisia                   | 2–1                        | Mauritania |
| ------------------------- | -------------------------- | ---------- |
| Ben Youssef 51' Bguir 84' | Report (FIFA) Report (CAF) | Bessam 71' |

 Tunisia câștigă la general cu 4–2 și avansează în a treia rundă.
| Namibia | 0–1                        | Guineea   |
| ------- | -------------------------- | --------- |
|         | Report (FIFA) Report (CAF) | Keïta 27' |

| Guineea                 | 2–0                        | Namibia |
| ----------------------- | -------------------------- | ------- |
| Id. Sylla 43' Keïta 79' | Report (FIFA) Report (CAF) |         |

 Guineea câștigă la general cu 3–0 și avansează în a treia rundă.
| Etiopia                               | 3–4                        | Congo                                           |
| ------------------------------------- | -------------------------- | ----------------------------------------------- |
| Getaneh 41' Fekadu 82' Shimelis 90+1' | Report (FIFA) Report (CAF) | Bifouma 43' Ondama 63' N'Dinga 75' Binguila 81' |

| Congo                   | 2–1                        | Etiopia     |
| ----------------------- | -------------------------- | ----------- |
| N'Ganga 48' Bifouma 53' | Report (FIFA) Report (CAF) | Getaneh 28' |

 Congo câștigă la general cu 6–4 și avansează în a treia rundă.
| Ciad           | 1–0                        | Egipt |
| -------------- | -------------------------- | ----- |
| N'Douassel 73' | Report (FIFA) Report (CAF) |       |

| Egipt                                      | 4–0                        | Ciad |
| ------------------------------------------ | -------------------------- | ---- |
| Elneny 5' Said 10' Hassan Mahgoub 36', 40' | Report (FIFA) Report (CAF) |      |

 Egipt câștigă la general cu 4–1 și avansează în a treia rundă.
| Comore | 0–0                        | Ghana |
| ------ | -------------------------- | ----- |
|        | Report (FIFA) Report (CAF) |       |

| Ghana                  | 2–0                        | Comore |
| ---------------------- | -------------------------- | ------ |
| Wakaso 18' J. Ayew 85' | Report (FIFA) Report (CAF) |        |

 Ghana câștigă la general cu 2–0 și avansează în a treia rundă.
| Eswatini | 0–0                        | Nigeria |
| -------- | -------------------------- | ------- |
|          | Report (FIFA) Report (CAF) |         |

| Nigeria               | 2–0                        | Eswatini |
| --------------------- | -------------------------- | -------- |
| Simon 51' Ambrose 87' | Report (FIFA) Report (CAF) |          |

 Nigeria câștigă la general cu 2–0 și avansează în a treia rundă.
| Botswana                   | 2–1                        | Mali    |
| -------------------------- | -------------------------- | ------- |
| Gadibolae 14' Mogorosi 24' | Report (FIFA) Report (CAF) | Sow 56' |

| Mali                        | 2–0                        | Botswana |
| --------------------------- | -------------------------- | -------- |
| Diabaté 10' (pen.) Sako 30' | Report (FIFA) Report (CAF) |          |

 Mali câștigă la general cu 3–2 și avansează în a treia rundă.
| Burundi         | 2–3                        | RD Congo                   |
| --------------- | -------------------------- | -------------------------- |
| Amissi 38', 83' | Report (FIFA) Report (CAF) | Bolasie 5' Mubele 86', 88' |

| RD Congo                       | 2–2                        | Burundi                                   |
| ------------------------------ | -------------------------- | ----------------------------------------- |
| Nkololo 17' Bolasie 78' (pen.) | Report (FIFA) Report (CAF) | Mbokani 28' (o.g.) Abdul Razak 89' (pen.) |

 RD Congo câștigă la general cu 5–4 și avansează în a treia rundă.
| Liberia | 0–1                        | Coasta de Fildeș        |
| ------- | -------------------------- | ----------------------- |
|         | Report (FIFA) Report (CAF) | Gohi Bi Zoro Cyriac 44' |

| Coasta de Fildeș      | 3–0                        | Liberia |
| --------------------- | -------------------------- | ------- |
| Sio 16', 35' Seri 64' | Report (FIFA) Report (CAF) |         |

 Coasta de Fildeș câștigă la general cu 4–0 și avansează în a treia rundă.
| Madagascar                           | 2–2                        | Senegal            |
| ------------------------------------ | -------------------------- | ------------------ |
| Andriatsima 27' Rakotoharimalala 59' | Report (FIFA) Report (CAF) | Diouf 71' Mané 81' |

| Senegal                          | 3–0                        | Madagascar |
| -------------------------------- | -------------------------- | ---------- |
| Kouyaté 20' Konaté 53' Diouf 82' | Report (FIFA) Report (CAF) |            |

 Senegal câștigă la general cu 5–2 și avansează în a treia rundă.
| Kenya     | 1–0                        | Capul Verde |
| --------- | -------------------------- | ----------- |
| Olunga 9' | Report (FIFA) Report (CAF) |             |

| Capul Verde     | 2–0                        | Kenya |
| --------------- | -------------------------- | ----- |
| Héldon 45', 52' | Report (FIFA) Report (CAF) |       |

 Capul Verde câștigă la general cu 2–1 și avansează în a treia rundă.
| Tanzania               | 2–2                        | Algeria          |
| ---------------------- | -------------------------- | ---------------- |
| Maguri 43' Samatta 55' | Report (FIFA) Report (CAF) | Slimani 72', 75' |

| Algeria                                                                           | 7–0                        | Tanzania |
| --------------------------------------------------------------------------------- | -------------------------- | -------- |
| Brahimi 1' Ghoulam 23', 59' (pen.) Mahrez 43' Slimani 49' (pen.), 75' Medjani 72' | Report (FIFA) Report (CAF) |          |

 Algeria câștigă la general cu 9–2 și avansează în a treia rundă.
| Sudan | 0–1          | Zambia      |
| ----- | ------------ | ----------- |
|       | Report (CAF) | Kalengo 28' |

| Zambia                  | 2–0                        | Sudan |
| ----------------------- | -------------------------- | ----- |
| Musonda 59' Kalengo 81' | Report (FIFA) Report (CAF) |       |

 Zambia câștigă la general cu 3–0 și avansează în a treia rundă.
| Libia               | 1–0                        | Rwanda |
| ------------------- | -------------------------- | ------ |
| Al Badri 48' (pen.) | Report (FIFA) Report (CAF) |        |

| Rwanda        | 1–3                        | Libia                              |
| ------------- | -------------------------- | ---------------------------------- |
| Tuyisenge 48' | Report (FIFA) Report (CAF) | El Monir 36', 90+3' Al Ghanodi 48' |

 Libia câștigă la general cu 4–1 și avansează în a treia rundă.
| Maroc                   | 2–0                        | Guineea Ecuatorială |
| ----------------------- | -------------------------- | ------------------- |
| El-Arabi 30' Bammou 66' | Report (FIFA) Report (CAF) |                     |

| Guineea Ecuatorială | 1–0                        | Maroc |
| ------------------- | -------------------------- | ----- |
| Rui 14'             | Report (FIFA) Report (CAF) |       |

 Maroc câștigă la general cu 2–1 și avansează în a treia rundă.
| Mozambic    | 1–0                        | Gabon |
| ----------- | -------------------------- | ----- |
| Pelembe 54' | Report (FIFA) Report (CAF) |       |

| Gabon                                            | 1–0 (d.p.)                 | Mozambic                                                       |
| ------------------------------------------------ | -------------------------- | -------------------------------------------------------------- |
| Evouna 2'                                        | Report (FIFA) Report (CAF) |                                                                |
| Poko · Evouna · Tandjigora · Obiang · Aubameyang | 4–3                        | Zainadine Júnior · Luís Miquissone · Clésio · Domingues · Miró |

1–1 la general.  Gabon câștigă la lovituri de departajare cu 4–3 și avansează în a treia rundă.
| Benin                            | 2–1                        | Burkina Faso |
| -------------------------------- | -------------------------- | ------------ |
| Sessègnon 45+2' (pen.) Bello 84' | Report (FIFA) Report (CAF) | Nakoulma 51' |

| Burkina Faso                   | 2–0                        | Benin |
| ------------------------------ | -------------------------- | ----- |
| Pitroipa 17' (pen.) Traoré 70' | Report (FIFA) Report (CAF) |       |

 Burkina Faso câștigă la general cu 3–2 și avansează în a treia rundă.
| Togo | 0–1                        | Uganda   |
| ---- | -------------------------- | -------- |
|      | Report (FIFA) Report (CAF) | Miya 39' |

| Uganda                 | 3–0                          | Togo |
| ---------------------- | ---------------------------- | ---- |
| Massa 4' Miya 41', 45' | Report (FIFA) Report (CAF))] |      |

 Uganda câștigă la general cu 4–0 și avansează în a treia rundă.
| Angola    | 1–3                        | Africa de Sud                         |
| --------- | -------------------------- | ------------------------------------- |
| Gelson 2' | Report (FIFA) Report (CAF) | Rantie 13' Gabuza 20' Jali 80' (pen.) |

| Africa de Sud            | 1–0                        | Angola |
| ------------------------ | -------------------------- | ------ |
| Manucho Diniz 66' (o.g.) | Report (FIFA) Report (CAF) |        |

 Africa de Sud câștigă la general cu 4–1 și avansează în a treia rundă.

## Marcatori
Au fost marcate 97 goluri în 40 meciuri.
4 goluri
- Islam Slimani

3 goluri
- Farouk Miya

2 goluri
- Faouzi Ghoulam
- Cédric Amissi
- Héldon
- Thievy Bifouma
- Yannick Bolasie
- Firmin Ndombe Mubele
- Giovanni Sio
- Ahmed Hassan Mahgoub
- Getaneh Kebede
- Naby Keïta
- Mohamed El Monir
- Mame Biram Diouf
- Winston Kalengo

1 gol
- Yacine Brahimi
- Riyad Mahrez
- Carl Medjani
- Gelson
- Babatounde Bello
- Stéphane Sessègnon
- Tapiwa Gadibolae
- Joel Mogorosi
- Préjuce Nakoulma
- Jonathan Pitroipa
- Bertrand Traoré
- Fiston Abdul Razak
- Vincent Aboubakar
- Stéphane Mbia
- Edgar Salli
- Ezechiel N'Douassel
- Hardy Binguila
- Delvin N'Dinga
- Francis N'Ganga
- Fabrice Ondama
- Michaël Nkololo
- Gohi Bi Zoro Cyriac
- Jean Seri
- Mohamed Elneny
- Abdallah Said
- Dawit Fekadu
- Shimelis Bekele
- Rui
- Malick Evouna
- Jordan Ayew
- Wakaso Mubarak
- Idrissa Sylla
- Michael Olunga
- Faisal Al Badri
- Mohamed Al Ghanodi
- Faneva Imà Andriatsima
- Njiva Rakotoharimalala
- Cheick Diabaté
- Bakary Sako
- Samba Sow
- Bessam
- Oumar N'Diaye
- Yacine Bammou
- Youssef El-Arabi
- Hélder Pelembe
- Efe Ambrose
- Moses Simon
- Jacques Tuyisenge
- Moussa Konaté
- Cheikhou Kouyaté
- Sadio Mané
- Thamsanqa Gabuza
- Andile Jali
- Tokelo Rantie
- Elias Maguri
- Mbwana Samatta
- Syam Ben Youssef
- Saad Bguir
- Yassine Chikhaoui
- Wahbi Khazri
- Geofrey Massa
- Lubambo Musonda

1 autogol
- Manucho Diniz (jucând contra Africii de Sud)
- Dieumerci Mbokani (jucând contra Burundi)